# Streepkruinstekelstaart
De streepkruinstekelstaart (Cranioleuca pyrrhophia) is een zangvogel uit de familie Furnariidae (ovenvogels).

## Verspreiding en leefgebied
Deze soort komt voor in het zuidelijke deel van centraal en zuidoostelijk Zuid-Amerika en telt drie ondersoorten:
- C. p. rufipennis: westelijk Bolivia.
- C. p. striaticeps: centraal Bolivia.
- C. p. pyrrhophia: van zuidelijk Bolivia tot zuidelijk Brazilië, Uruguay en noordelijk Argentinië.

## Status
De grootte van de populatie is niet gekwantificeerd maar de soort wordt omschreven als vrij algemeen. Op de Rode lijst van de IUCN heeft deze soort de status niet bedreigd.